# Копис
Копис (на беларуски: Копысь) е селище от градски тип във Витебска област, Северен Беларус.
За първи път се споменава през 1059 г. В края на 18 век и началото на 19 век е център на хасидизма.
Има население от около 800 души към 2010 г.

В Копис е роден политикът Александър Лукашенко (1954), президент на Беларус.
- Панорама на Кописи. Фотография от M. Aстанкович, 1905 г.